# 전설의 스타피 3
전설의 스타피 3(일본어: 伝説のスタフィー3 덴세츠노 스타휘 스리[*])는 토세에서 개발하고 닌텐도에서 2004년 8월에 출시한 비디오 게임으로, 전설의 스타피의 3번째 작품이며, 스타피의 여동생 스타삐(スタピー)가 최초로 등장한 작품이다.